# Manuel de Godoy

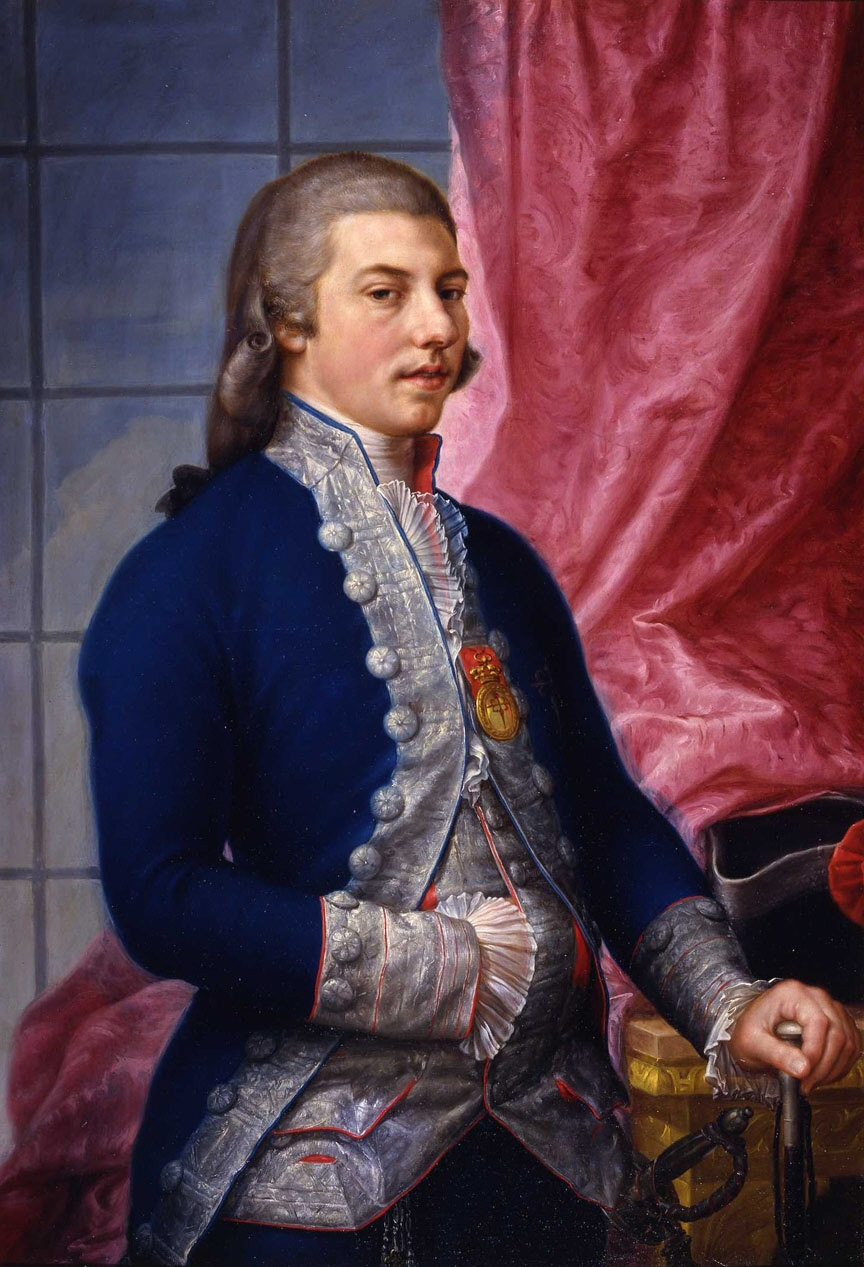
Manuel de Godoy, geschilderd door Francisco Bayeu, 1792

Manuel de Godoy y Álvarez de Faria Rios, hertog van La Alcudia en Suecia en prins van Bassano (Badajoz, 12 mei 1767 – Parijs, 7 oktober 1851) was eerste minister (en feitelijke heerser) van Spanje van 1792-1797 en opnieuw van 1801-1808. Hoewel zijn regeerperiode vooral gekenmerkt werd door oorlog, staat hij bekend als de Príncipe de la Paz ("Prins van de Vrede"), een eretitel die hij in 1795 kreeg.

## Biografie

### Jonge jaren
Godoy, afkomstig uit Badajoz aan de grens met Portugal, trok op 17-jarige leeftijd naar de Spaanse hoofdstad Madrid, waar hij opgenomen werd in de koninklijke lijfwacht. Hij werd een lieveling van koning Karel IV en koningin Maria Louisa en werd in 1788 benoemd tot cadete supernumerario van het koninklijk paleis. In 1789 kreeg hij promotie tot de rang van kolonel en werd benoemd tot ridder in de Orde van Santiago. In de jaren daarna volgden verdere promoties.

### Periode als premier
In 1792 werd hij, op voorspraak van koningin Maria Louisa, benoemd tot staatssecretaris (regeringsleider) van Spanje. Hierbij kreeg hij ook de titel van hertog van Alcudia en werd hij opgenomen als ridder in de Orde van het Gulden Vlies. 
Godoy zette het Spaanse beleid van neutraliteit tegenover de Franse republiek voort. Het Spaanse protest tegen de onthoofding van koning Lodewijk XVI leidde echter tot een oorlogsverklaring van Frankrijk. In de daaropvolgende Pyreneeënoorlog vielen Spaanse troepen Frankrijk binnen, maar het tij keerde al snel en een Franse invasie van Spanje volgde. Godoy begon vredesonderhandelingen met Frankrijk en in juli 1795 werd de Vrede van Bazel getekend, waarmee de oorlog beëindigd werd. Spanje stond hierbij twee derde van het Antilliaanse eiland Hispaniola aan Frankrijk af. Als dank voor zijn rol in de onderhandelingen kreeg Godoy de bijzondere titel Príncipe de la Paz ("Prins van de Vrede"). In 1796 bracht Godoy vervolgens met het Verdrag van San Ildefonso een bondgenootschap tussen Spanje en Frankrijk tot stand en verklaarde Spanje de oorlog aan Groot-Brittannië.
Godoy had een grote invloed op de zwakke koning Karel IV, die het bestuur van het land aan zijn premier overliet. In 1797 kreeg Godoy de koning zelfs zover dat hij de adellijke titels gravin van Castillofiel en burggravin van Rocafuerte verleende aan Godoys maîtresse Pepita Tudó. Volgens sommige bronnen trouwden Godoy en Tudó in het geheim in het Prado-paleis op 22 juni 1797. In 1805 beviel zij van een zoon, Manuel, en in 1807 van een tweede zoon, Luis.
Om de geheime relatie met zijn minnares te verhullen trouwde Godoy op 2 oktober 1797 in het Escorial met Maria Teresa, een kleindochter van koning Filips V. Maria Teresa had Godoy nog nooit ontmoet maar ging akkoord met het huwelijk, dat door koningin Maria Louisa geregeld was. Na het huwelijk trok Maria Teresa bij Godoy in, maar zijn maîtresse bleef ook bij Godoy in huis wonen. Daarnaast was Godoy ook een minnaar van de koningin. In 1800 beviel Maria Teresa van een dochter, Carlota Luisa.
Godoy trad af als premier in 1797 nadat de verhouding tussen Spanje en Frankrijk verslechterde; ook zijn verhouding met de koningin was in slechte staat. In 1801 werd hij echter opnieuw tot premier benoemd. Met steun van Frankrijk verklaarde hij in 1801 vervolgens de oorlog aan Portugal. Deze zogenaamde Sinaasappeloorlog eindigde al snel met het Verdrag van Badajoz, waarbij Portugal onder meer Almeida en Olivenza aan Spanje afstond. In 1802 tekende hij, samen met Frankrijk, de Vrede van Amiens met Groot-Brittannië. Hierbij ging Trinidad over in Britse handen, maar kreeg Spanje weer Minorca terug van de Britten.
In 1802 schreef de Franse eerste consul Napoleon Bonaparte een brief aan koning Karel IV waarin hij waarschuwde dat Godoy de de facto koning van Spanje was en onthulde dat Godoy een relatie met de koningin onderhield. Hoewel Godoy de brief onderschepte, voelde hij zich zo zeker in zijn positie dat hij de brief gewoon aan de koning liet bezorgen.
Godoy verklaarde opnieuw de oorlog aan Groot-Brittannië in 1805, nadat de Britten een Spaanse vloot aanvielen die op weg was van Peru naar Spanje. De oorlog zou rampzalig blijken voor Spanje. Op 21 oktober behaalde de Britse admiraal Horatio Nelson een beslissende overwinning op de Franse en Spaanse vloot in de Zeeslag bij Trafalgar. De nederlaag luidde het einde in van Spanje als wereldmacht.
Na onderhandelingen tussen Godoy en Napoleon werd in 1807 het Verdrag van Fontainebleau getekend. Hierbij verdeelden Frankrijk en Spanje de Portugese kolonies onder elkaar. Portugal zelf zou in drie koninkrijken opgedeeld worden, waarbij Godoy de troon van het zuidelijke Koninkrijk van de Algarve zou krijgen.
Het verdrag met Frankrijk bleek echter waardeloos, want in december vielen de Fransen Spanje binnen. Het Spaanse hof, waaronder Godoy, vluchtte van het paleis in Madrid naar Aranjuez, ongeveer 50 kilometer ten zuiden van de hoofdstad, in de hoop naar de Spaanse kolonie Mexico te kunnen ontsnappen.
Vanuit het kamp van kroonprins Ferdinand, Godoys belangrijkste tegenstander aan het hof, werd het gerucht verspreid dat Godoy in het geheim Spanje had uitgeleverd aan Frankrijk. Op 18 maart werd Godoys residentie in Aranjuez bestormd door een woedende massa (de Muiterij van Aranjuez). Godoy was op dat moment afwezig, maar Karel IV liet hem arresteren en gevangenzetten in het kasteel van Villaviciosa de Odón. Om de volksopstand te beëindigen en Godoys leven te redden, trad Karel IV af ten gunste van kroonprins Ferdinand. Op 21 maart werd Aranjuez door de Fransen bezet en Godoy samen met Karel IV naar Bayonne gebracht, waar Karel door Napoleon gedwongen werd nogmaals af te treden, ditmaal ten gunste van Napoleons broer Jozef Bonaparte.

### Verbanning
Godoy bleef bij de koning na zijn aftreden, eerst in Fontainebleau, vervolgens in Compiègne en Aix-en-Provence en, vanaf juli 1812, in het Palazzo Barberini in Rome.
Na de nederlaag van de Fransen in de Spaanse Onafhankelijkheidsoorlog werd Ferdinand VII in april 1814 hersteld als koning van Spanje. Ferdinand verbood zowel zijn ouders als Godoy om naar Spanje terug te keren, en verzocht Paus Pius VII met succes om Godoy en zijn maîtresse Pepita uit Rome naar Pesaro te verbannen. Tijdens de Honderd Dagen in 1815 trokken Godoy en zijn maîtresse naar Verona, waarheen ook Karel IV en Maria Louisa waren gevlucht. Na Napoleons uiteindelijke nederlaag in de Slag bij Waterloo keerden Karel IV en Maria Louisa terug naar Rome, maar de paus dwong Godoy om in Pesaro te blijven. In september 1815 verzochten Karel IV en Maria Louisa de paus om Godoys huwelijk met Maria Teresa ongeldig te verklaren. Godoy mocht weer naar Rome terugkeren, maar zijn maîtresse Pepita en haar zonen moesten naar Genua verhuizen. De Spaanse koning Ferdinand betaalde echter steekpenningen aan de plaatselijke politie om Petita te dwingen Genua te verlaten; hierop trok ze naar Livorno, waar hetzelfde gebeurde. In Pisa mocht ze echter wel blijven.
In 1818 stierf Godoys zoon Luis, en hij werd zelf getroffen door malaria, maar overleefde. Na de dood van zijn vrouw Maria Teresa in 1828 kon hij het jaar daarop eindelijk met Pepita trouwen. In 1832 verhuisde het paar naar Parijs, waar hij vier jaar later zijn memoires liet uitgeven.
Een deel van Godoys in 1808 geconfisqueerde bezittingen en titels werd in 1847 teruggegeven door de Spaanse staat. Hij stierf drie jaar later en ligt nu begraven in de Cimetière du Père-Lachaise.

## Afbeeldingen

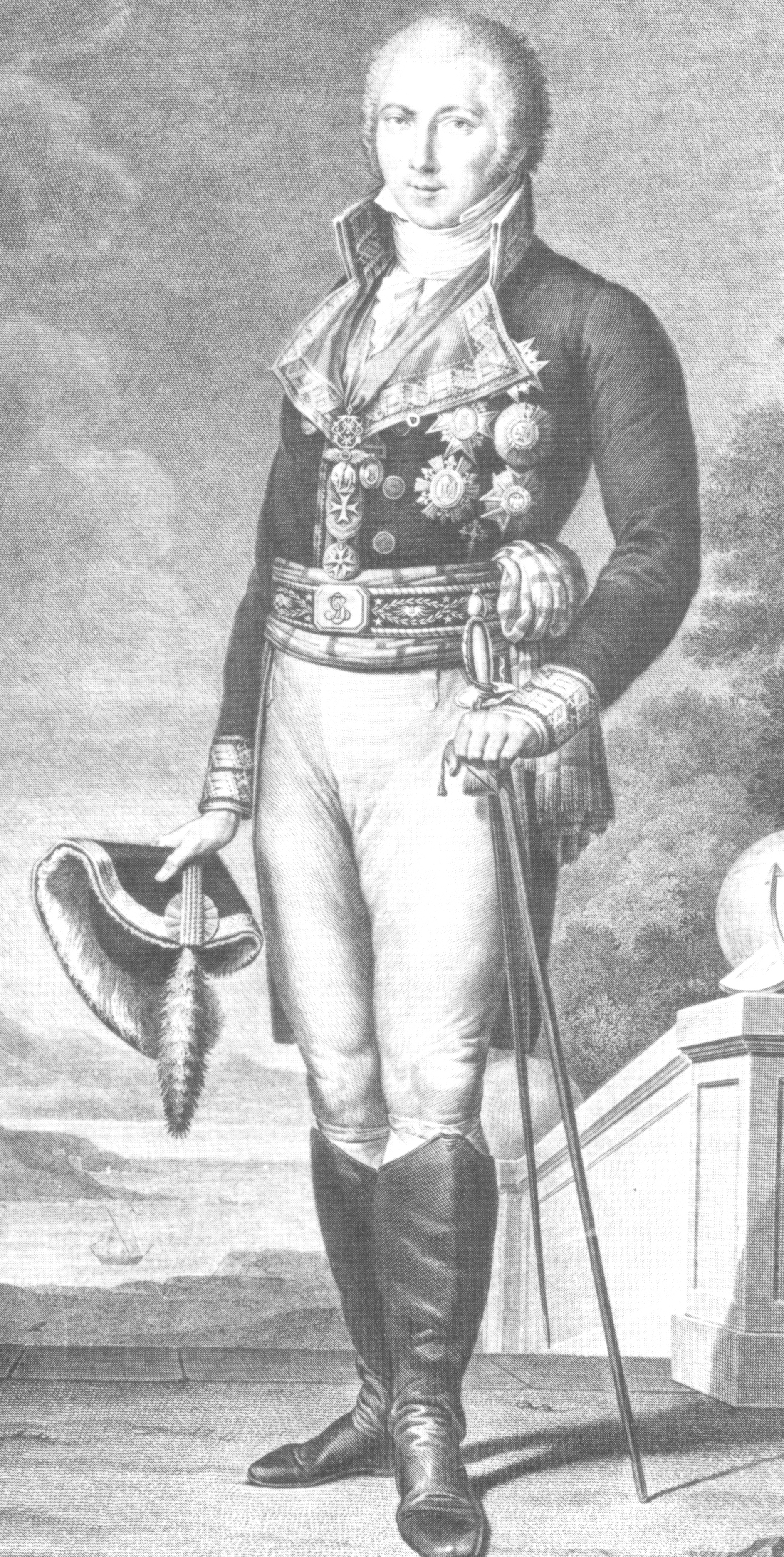
Godoy op jonge leeftijd. Afbeelding uit de Viaje histórico y pintoresco de España
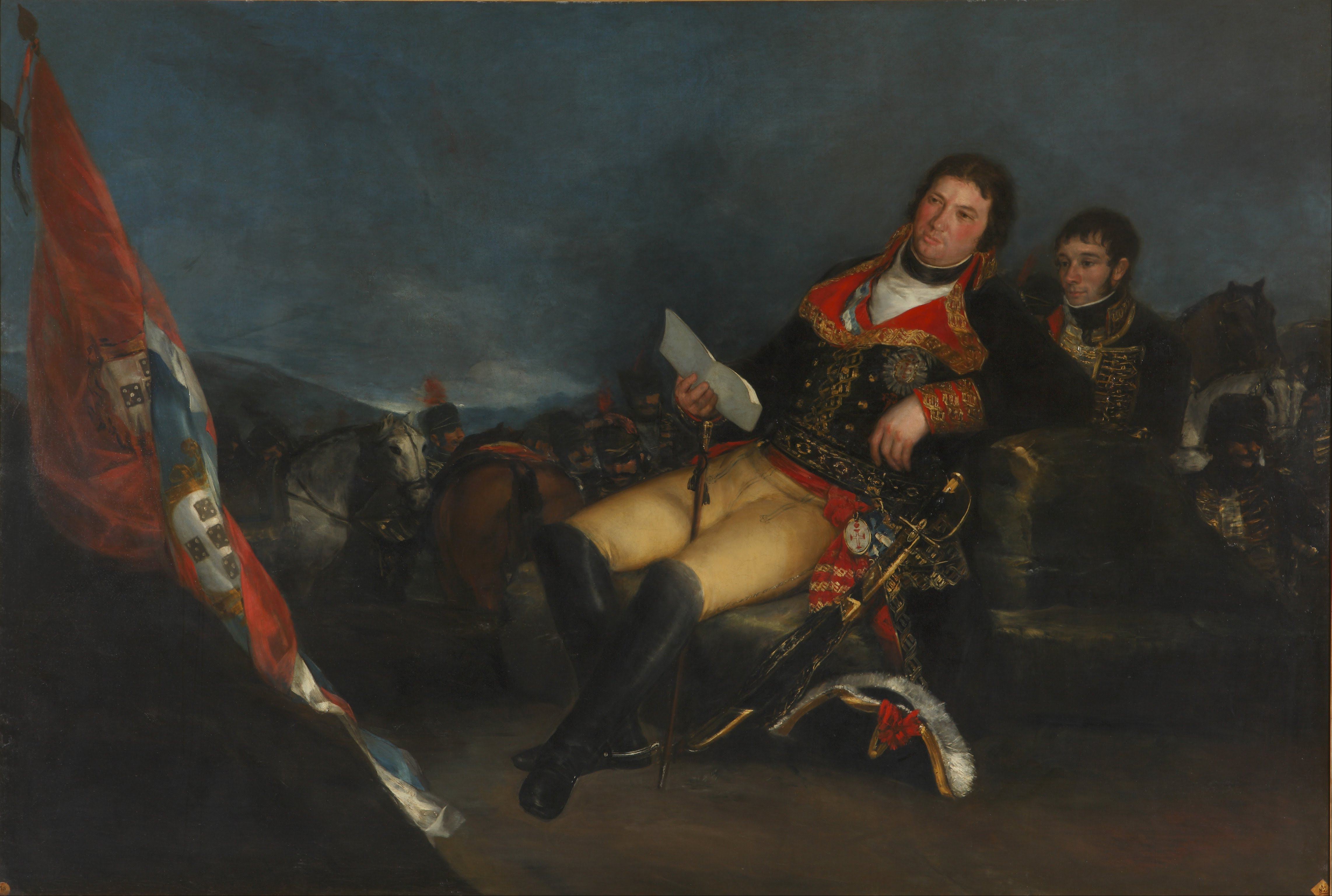
Manuel de Godoy, geschilderd in 1801 door Francisco de Goya
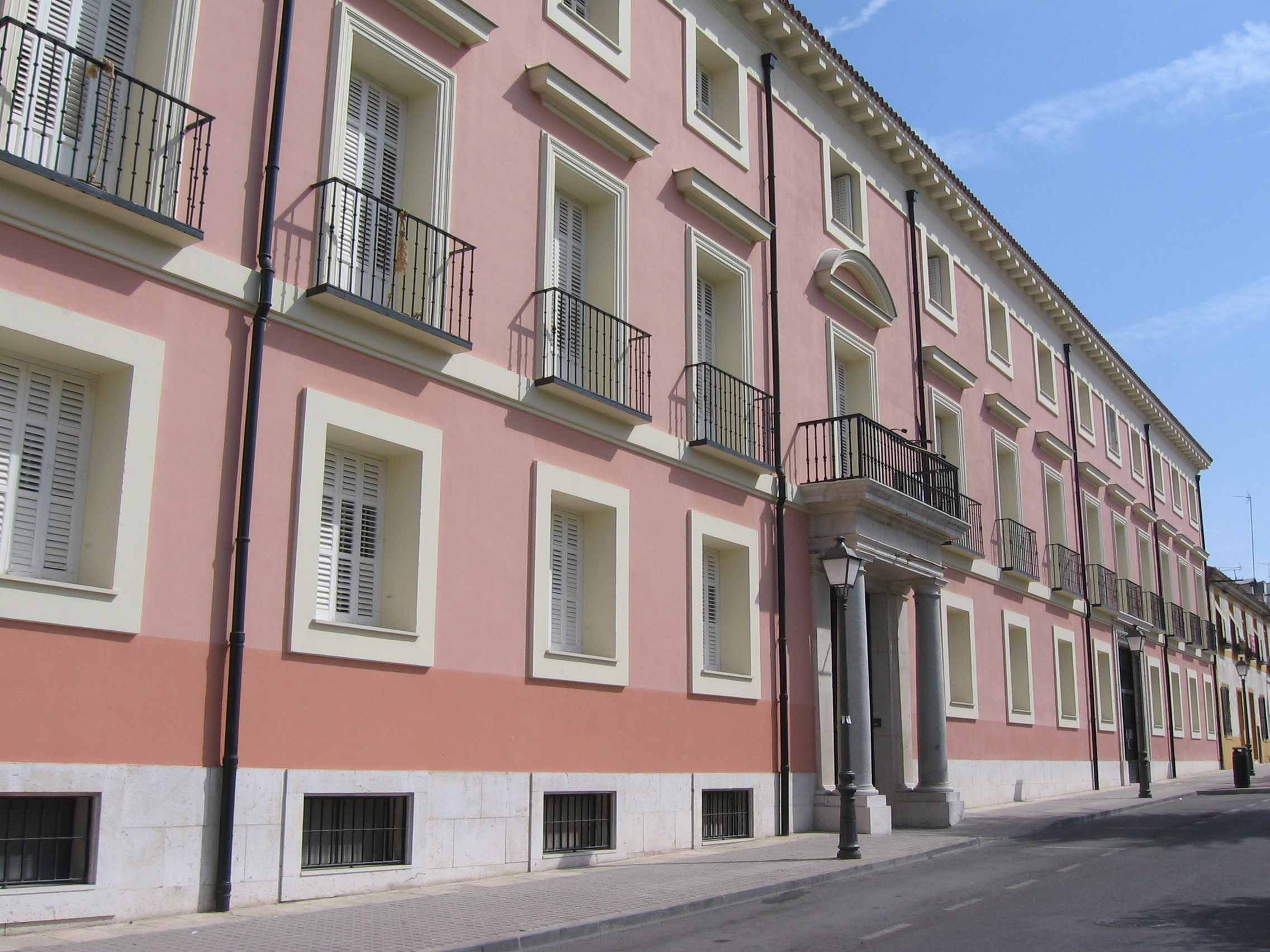
Godoys residentie in Aranjuez

- Biblioteca Nacional de España: XX1149107
- Bibliothèque nationale de France: cb12407471f (data)
- Catàleg d'autoritats de noms i títols de Catalunya: 981058515223906706
- Gemeinsame Normdatei: 118717855
- International Standard Name Identifier: 0000 0001 1952 4494
- Library of Congress Control Number: n81072386
- Nationale Bibliotheek van Tsjechië: jx20090410003
- Nationale Bibliotheek van Israël: 987007261862505171
- Nationale Bibliotheek van Polen: a0000001246328
- Nederlandse Thesaurus van Auteursnamen: 070828385
- LIBRIS: 314156
- Système universitaire de documentation: 033182302
- Union List of Artist Names: 500318530
- Virtual International Authority File: 88905521
- WorldCat: E39PBJy8xQy7Vy6qD8YPwgtxjC